# Alexander Szymanowski
Alexander Szymanowski (Buenos Aires, 13 ottobre 1988) è un calciatore argentino di origini polacche, centrocampista svincolato.

## Biografia
Anche sua sorella Marianela è una calciatrice.

## Carriera

### Club

#### Gli inizi
Szymanowski cominciò la carriera con la maglia del San Sebastián de los Reyes. Dopo un biennio in squadra, nel campionato 2009-2010 fu in forza all'Antequera. Nel 2011 tornò al San Sebastián de los Reyes, dove giocò per un'ultima stagione.

#### Alcalá e Recreativo Huelva
Nell'estate 2011, Szymanowski venne messo sotto contratto dall'Alcalá. Il 21 agosto disputò la prima partita in squadra, subentrando ad Iker Rodellar nel pareggio per 1-1 in casa del Rayo Vallecano B. Il 28 agosto realizzò il primo gol, contro la sua ex squadra del San Sebastián de los Reyes: la partita si chiuse sul punteggio di 2-2.
L'8 luglio 2012, Szymanowski venne ingaggiato dal Recreativo Huelva. Debuttò con questa maglia in data 25 agosto, schierato titolare nella vittoria per 1-0 sul Mirandés. Il 14 ottobre realizzò la prima rete, nella sconfitta per 5-2 sul campo del Girona.

#### Brøndby
Il 29 agosto 2013, Szymanowski passò in prestito ai danesi del Brøndby, con opzione per rendere il trasferimento a titolo definitivo. Il 15 settembre successivo esordì nella Superligaen, schierato titolare nella vittoria casalinga per 2-1 sull'Odense. Il 28 settembre realizzò la prima rete nella massima divisione danese, nel successo per 3-2 sul Copenaghen. Il 10 gennaio 2014, il Brøndby rese noto d'aver esercitato il diritto d'opzione sul calciatore, che si legò così al club con un contratto valido per i successivi due anni e mezzo.

#### Leganés
Il 29 luglio del 2015 viene acquistato a titolo gratuito dal Leganés.

## Statistiche

### Presenze e reti nei club
Statistiche aggiornate al 19 novembre 2013.
| Stagione                 | Club                     | Campionato               | Campionato | Campionato | Coppe nazionali | Coppe nazionali | Coppe nazionali | Coppe continentali | Coppe continentali | Coppe continentali | Supercoppe | Supercoppe | Supercoppe | Totale | Totale |
| Stagione                 | Club                     | Comp                     | Pres       | Reti       | Comp            | Pres            | Reti            | Comp               | Pres               | Reti               | Comp       | Pres       | Reti       | Pres   | Reti   |
| ------------------------ | ------------------------ | ------------------------ | ---------- | ---------- | --------------- | --------------- | --------------- | ------------------ | ------------------ | ------------------ | ---------- | ---------- | ---------- | ------ | ------ |
| 2007-2008                | S.S. Reyes               | SDB                      | 9          | 0          | CR              | ?               | ?               | -                  | -                  | -                  | -          | -          | -          | 9+     | 0+     |
| 2008-2009                | S.S. Reyes               | TD                       | 15         | 0          | CR              | ?               | ?               | -                  | -                  | -                  | -          | -          | -          | 15+    | 0+     |
| 2009-2010                | Antequera                | TD                       | 33         | 6          | CR              | ?               | ?               | -                  | -                  | -                  | -          | -          | -          | 33+    | 6+     |
| 2010-2011                | S.S. Reyes               | TD                       | 20         | 1          | CR              | ?               | ?               | -                  | -                  | -                  | -          | -          | -          | 20+    | 1+     |
| Totale S.S. Reyes        | Totale S.S. Reyes        | Totale S.S. Reyes        | 44         | 1          |                 | ?               | ?               |                    | -                  | -                  |            | -          | -          | 44+    | 1+     |
| 2011-2012                | Alcalá                   | SDB                      | 38         | 11         | CR              | 1               | 0               | -                  | -                  | -                  | -          | -          | -          | 39     | 11     |
| 2012-2013                | Recreativo Huelva        | SD                       | 38         | 10         | CR              | 1               | 0               | -                  | -                  | -                  | -          | -          | -          | 39     | 10     |
| ago. 2013                | Recreativo Huelva        | SD                       | 2          | 0          | CR              | -               | -               | -                  | -                  | -                  | -          | -          | -          | 2      | 0      |
| Totale Recreativo Huelva | Totale Recreativo Huelva | Totale Recreativo Huelva | 40         | 10         |                 | 1               | 0               |                    | -                  | -                  |            | -          | -          | 41     | 10     |
| ago. 2013-2014           | Brøndby                  | SL                       | 26         | 5          | CD              | 0               | 0               | -                  | -                  | -                  | -          | -          | -          | 26     | 5      |
| 2014-2015                | Brøndby                  | SL                       | 3          | 0          | CD              | 0               | 0               | UEL                | 1                  | 0                  | -          | -          | -          | 4      | 0      |
| Totale Brøndby           | Totale Brøndby           | Totale Brøndby           | 29         | 5          |                 | 0               | 0               |                    | 1                  | 0                  |            | -          | -          | 30     | 5      |
| Totale                   | Totale                   | Totale                   | ?          | ?          |                 | ?               | ?               |                    | 1                  | 0                  |            | -          | -          | ?      | ?      |